# Владан Јурица
Владан Јурица или Владан Ђурица[a] (убијен Априла 1465) био је главни саветник Скендербега у време Скендербегове побуне. Сматра се да је из града Ђурице у данашњој Албанији. Након битке код Вајкала је заробљен и одведен у Цариград, где је жив одеран.